# ジャック・シンプソン
ジャック・ベンジャミン・シンプソン（Jack Benjamin Simpson, 1996年12月18日 - ）は、イングランド・ドーセット州ウェイマス出身のプロサッカー選手。EFLリーグ1・レイトン・オリエントFC所属。ポジションはDF。

## クラブ経歴
12歳でAFCボーンマスのアカデミーに加入し、2015年4月に初のプロ契約を結んだ。2015-16シーズン序盤はセミプロリーグに所属するAFCトットンに短期間期限付き移籍し、復帰後2016年1月のFAカップ4回戦・ポーツマスFC戦でトップチームのベンチ入りした。
トップチームに昇格してからも2年間は出番はなかったが、2017年10月のミドルズブラFC戦で念願のファーストチームデビューを果たし、さらに先制点を挙げ3-1の勝利に貢献した。
2021年1月28日、スコティッシュ・プレミアシップのレンジャーズFCへ移籍するための事前契約書にサインした。その後、2月1日に完全移籍が成立。シンプソンが売却された際にボーンマスはレンジャーズから金額の一部を受け取る条件で加入した 。2月21日のダンディー・ユナイテッドFC戦で、フィリップ・ヘランデルとの交代でデビューし、スコットランドでの最初のシーズンをリーグ優勝で終えた。
2022年8月、移籍金非公開でカーディフ・シティFCに移籍し、2年契約を結んだ。後に、シンプソンはフリートランスファーで入団し、レンジャーズはカーディフでのパフォーマンス次第でアドオンを支払う条件であったことが明らかになった。
2023年8月31日、シンプソンは双方の合意によりカーディフを退団した。
10月3日、7月に行われたカーディフのプレシーズンのポルトガル遠征中に、チームメイトへ人種差別的な暴言を吐いたとしてFAに告発された。翌月、シンプソンには6試合の出場禁止と8,000£の罰金を科された。規制委員会の理由書には、シンプソンがイギリス系アジア人のローハン・ルスラに対して差別的な発言をし、それをルビン・コルウィルとキーロン・エヴァンスが目撃していたことが詳細に記されていた。ルスラは差別の報告に関するFAのプレゼンテーションを見るまで、事件を報告しなかった。また、エヴァンスによれば、自分のガールフレンドがインディアンの血を引いているため、シンプソンは中傷したことを直ちに後悔し、公聴会でも「酔っていたためその出来事を覚えていないが、自分がその発言をしたに違いない。」と認めたという。
2024年2月29日、シンプソンはEFLリーグ1のレイトン・オリエントFCと契約延長オプションを含む2023-24シーズン終了までの契約を結んだ。

## 代表経歴
シンプソンはキャリアの初期にイングランド代表のユースチームに所属し、2018年11月にはU-21イングランド代表の一員として出場。U-21デンマーク代表とのアウェー戦（5-1）では、DFとして90分間フル出場した。

## タイトル
レンジャーズ
スコティッシュ・プレミアシップ : 1回（2020-21）